# Критика християнства
Протягом всієї історії християнства, церква та християни критикуються як зі сторони представників інших релігій, так і атеїстами та агностиками. Частина критики безпосередньо стосується християнської віри, вчення і трактування Святого Письма. Відповідь християн на таку критику називається християнською апологетикою. Декілька областей критики включають певні претензії стосовно самого Писання, етики біблійних трактувань, які історично були використані для оправдання певних відносин та поводжень, питання про сумісність з наукою і певні християнські доктрини.

## Критика Біблії
Попри те, що історичні церкви вважають, що автентичність книг Святого Письма засвідчує святоотцівську спадщину, достовірно невідомо авторство біблійних книг. Біблія писалась різними авторами протягом багатьох століть, згідно з традиційною точкою зору в християнстві — з XV ст. до н. е. по I ст. н. е. Багато світських дослідників дотримуються думки про більш пізнє походження книг Старого Заповіту. Деякі сучасні дослідники дотримуються думки про те, що більшість книг Старого Заповіту і всі Євангелія були написані анонімними авторами. Тексти Євангелій існували в анонімному вигляді до початку другого століття, коли їм було приписано авторство.
В XVIII столітті достовірність традиційного приписування біблійних книг конкретним авторам була поставлена під сумнів. Зараз деякі вчені вважають, що більшість книг були відредаговані і змінені, і з цієї причини відновити зміст оригіналу в наш час практично неможливо.
Поряд з достовірністю текстів Біблії, сучасна наука також критикує деякі твердження, які містяться в ній, такі як створення світу, а також креаціоністське розуміння віку Землі і т. ін. (Див. Молодоземельний креаціонізм, * Староземельний креаціонізм).

## Критика догмату про Трійцю
Противниками догмата про Трійцю (затвердженому на Нікейському соборі голосуванням в 325 р. н. е.) були не тільки представники інших релігій, але й внутрішньохристиянські течії. Серед них: свідки Єгови, христадельфіяни, Мормони, Церква Христа (Філіппіни), Унітаріанський універсалізм. В цілому серед сучасних християн антитринітарії становлять трохи більше 1 %.
Антитринітарії — прихильники релігійних вчень, які не приймають догмат про Трійцю. У II і III століттях н. е. антитринітаризм існував у формі монархіанства. Перед Нікейським собором (325 рік), в період, коли тільки складалися основні догмати християнської церкви, значна частина християн прийняли антитринітаризм в формі аріанства. В середні віки в ряді випадків погляди антитринітаріїв були своєрідним вираженням вільнодумства.
Формулювання «Бог в трьох особах» міцно закріпилася і остаточно увійшла в християнське життя і віросповідання на початку IV століття, тобто через 350 років після пророчою місії Ісуса Христа. Критики згадують також про існування уявлень про Трійцю (але в зовсім інших формулюваннях), відображених в християнській літературі II—III століть нашої ери (твори Тертуліана).
Юдаїзм не признає в Ісусі Христі обіцяного пророками Месію і відкидає вчення про втілення Божества в Ісусі Христі, вважаючи це богохульством і спробою людини поставити себе на один рівень з Богом.
Ісламське віровчення відкидає християнську концепцію Трійці в будь-якому виді. Поклоніння, згідно Корану, можливо тільки Єдиному Богу. В Ісусі Христі визнається його пророче і месіанське (для юдеїв) значення, але відкидається його божественна природа.

## Існування Ісуса Христа

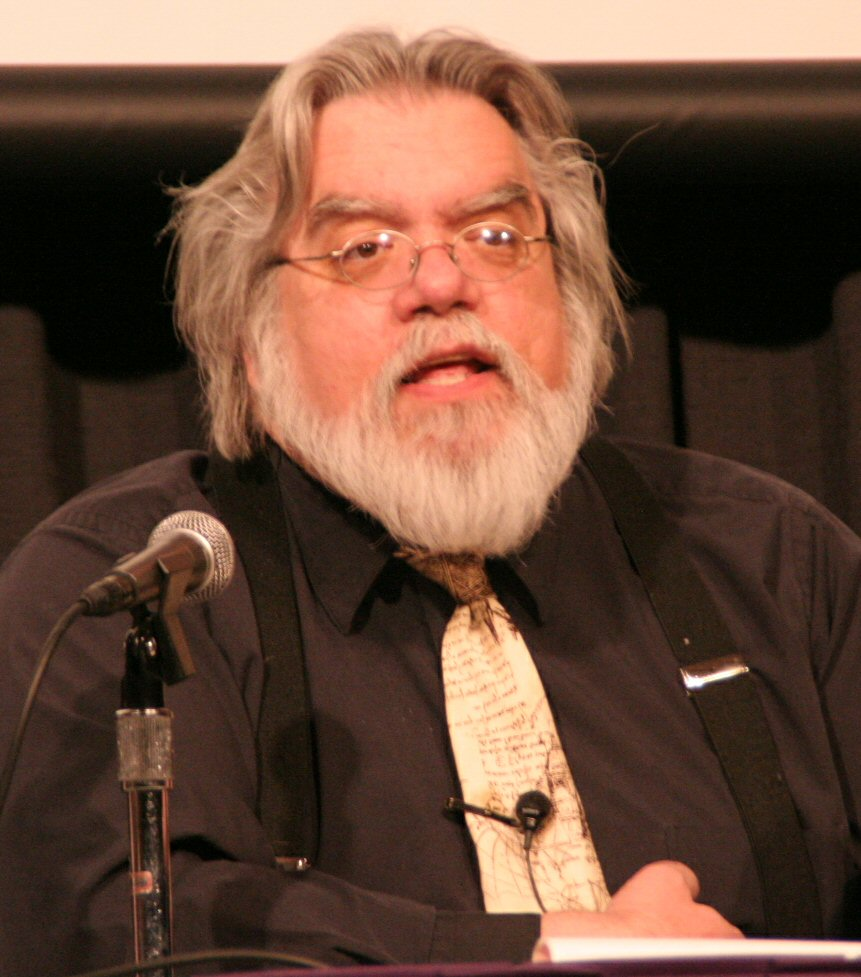
На думку Роберт Прайс, люди ніколи не дізнаються, чи існував Ісус насправді, хіба що хтось знайде його особистий щоденник, або останки

Останні три століття існування Ісуса Христа як історичної особистості викликає сумніви у деяких західних істориків і філологів, що вивчають біблійні тексти. Серед перших, хто висловив подібні сумніви, були такі французькі та німецькі вчені XVIII—XIX ст., як історик, член французької Академії наук Костянтин Франсуа, професор риторики і філософ Шарль Франсуа Дюпюи, теолог та історик Бруно Бауер. Всі вони припускали, що образ Ісуса — суміш давніх міфологій.
Найбільшим представником міфологічної школи на початку XX століття був німецький філософ Артур Древс. Його книги: «Миф о Христе»; «Жил ли Христос?»; «Жил ли апостол Петр?»; «Миф о Деве Марии»; «Отрицание историчности Иисуса в прошлом и настоящем»; «Происхождение христианства из гностицизма» зіграли значну роль в установленні цього погляду.
Однак більшість дослідників новозавітних текстів та ранньохристиянської історії як і раніше не приймають тезу про Ісуса Христа як міф. Відповідно до думки британського теолога Герберта Джорджа Вуда (англ. Herbert George Wood) (1879—1963), у даній теорії є методологічні проблеми:
«…Диалектический процесс, посредством которого теория „Христос—миф“ дискредитирует себя, основан на том простом факте, что вы не можете доказать эту теорию без неправильного обращения с фактами».
Одні вважають, що «аргументи на користі неіснування Ісуса недостойні будь-якої відповіді», інші, що подібні дослідження самі по собі є просто тратою часу: так, британський теолог з Вестмінстерського абатства Н. Т. Райт (англ. N.T. Wright) прирівняв прихильників теорії міфу професійному астроному, що розмірковує на тему «чи створений Місяць із сиру», а інший британський теолог, Джеймс Дан (англ. James Dunn), охарактеризував теорію міфічного Христа як «цілком мертвий тезис».

## Чудеса
Для більшості християн чудеса являють собою реальні історичні події. Без воскресіння, пише Павло у своєму першому посланні до Коринтян, «…то марна проповідь наша, то марна й віра ваша». Римо-католицька церква вимагає певної кількості чудес, які відбулися до представлення до святості ймовірного святого, пред'являючи особливо суворі вимоги при перевірці автентичності чуда.
Декілька з відомих чудес, істинність яких поставлена під сумнів наукою:

### Благодатний вогонь
Вшановується християнами як прояв дива і в церемонії отримання якого беруть участь представники Єрусалимської православної церкви, Єрусалимського патріархату Вірменської апостольської церкви, а також Коптської та Сирійської церков.
Противники версії про чудесне сходження Благодатного вогню звертають увагу на відсутність авторитетних свідчень, що підтверджують регулярне чудо Благодатного вогню та його властивостей, відсутність підтвердження в незалежних джерелах чи наукової фіксації описуваного тощо.

### Чудо святого Януарія
Відоме в католицькому світі чудо, яке відбувається на реліквіях Святого Януарія. В 1992 році італійські вчені отримали «кров Святого Януарія» в лабораторних умовах. Всі використані матеріали і процеси були відомі в середньовіччі. Тиксотропний бурий гель основного оксиду заліза FeO(OH) стає рідким при струшуванні. Спектр поглинання отриманої суміші був аналогічний спектру поглинання старої крові.

### Свята вода
Вода, освячена в церкві під час обряду водохреще. Свята вода, згідо з вченням церкви, має властивість зцілення хворих. Наприклад, Серафим Вирицький хворим людям, що проходили до нього радив приймати по столовій ложці освяченої води щогодини. Свята вода, згідно з церковними авторами починаючи з IV століття, має властивість зберігати свіжість протягом тривалого часу.

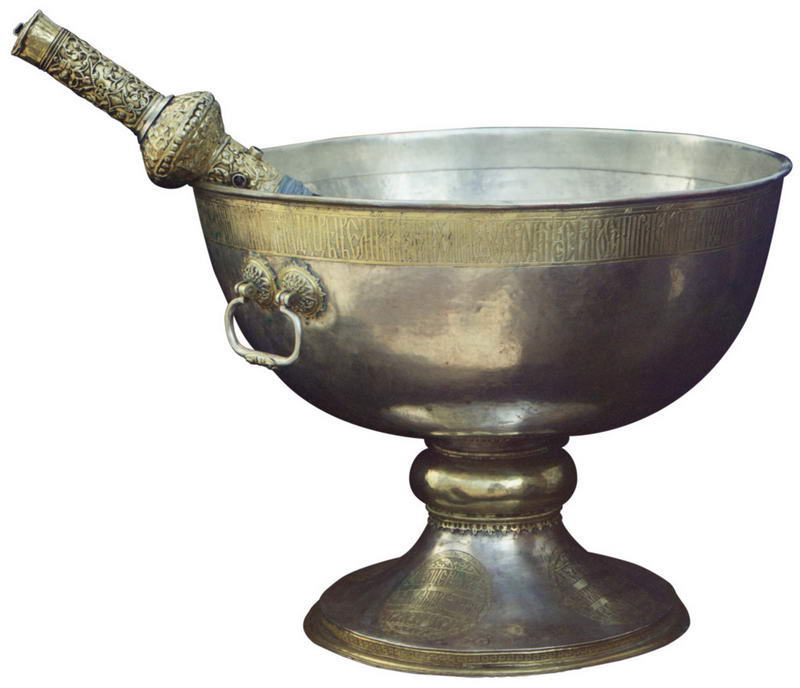
Чаша для водосвяття XVII століття

У книзі «100 відповідей віруючим» (автор: Володимир Андрійович Мезенцев, «Политиздат», 1980 рік) наводиться наукова критика використання святої води. Зокрема, розглянуті розхожі думки, що стосуються того, що свята вода володіє якимись чудодійними властивостями і наводяться підтвердження того, що свята вода нічим не відрізняється від звичайної: «Колишній кандидат богослов'я, який відійшов нині від релігії, Дулуман Євграф Каленикович, щоб упевнитися, що „свята“ вода нічим не відрізняється від звичайної, налив одного разу в пляшку звичайну воду з криниці і закупорив її. П'ять років зберігалася вода в пляшці і не псувалася. А адже вона не була „освяченою“!».
У книзі йдеться про те, що «святу воду» освячують взимку, тому що «взимку вода в річці буває чистішою за все: вона не забруднюється і в холодній воді погано розвиваються мікроорганізми. Ось чому вода, взята взимку з річки, „освячена“ і „неосвячена“, добре зберігається». Також згадується про те, що іони срібла, які з'являються в освяченій воді (адже вона зберігається в срібних посудинах і освячується срібними хрестами), вбивають мікроорганізми у воді.

## Етика
Багатьма сучасними групами критикуються певні моральні положення в Біблії, які включають в себе колоніалізм, підпорядкованість жінок, осуд гомосексуалізма.
Філософ Фрідріх Ніцше критикував етику християнства (en:Philosophy of Friedrich Nietzsche#Christianity and morality).

### Колоніалізм
Християнство та Колоніалізм часто тісно пов'язані, тому що католицизм, православ'я та протестантизм були релігіями європейських колоніальних держав. Місіонери з Португалії та Іспанії в XVI столітті, з Великої Британії, Франції, Німеччини чи з США в XIX столітті діяли в багатьох відношеннях, як «релігійна зброя». Початково християнські місіонери зображувались як «видимі святі, взірці благочестивості в морі стійкої дикості». Однак, до кінця колоніальної епохи в другій половині XX століття, в Західній Африці місіонери стали розглядатись як «ідеологічні війська для колоніального вторгнення, яких осліпив фанатизм».
Християнство є мішенню для критики колоніалізму, тому що догми релігії були використані для виправдання дій колоністів. Наприклад, Майкл Вуд коли писав про конкістадорів, стверджує, що корінні народи не вважались людьми і що колонізатори були сформовані «століттями етноцентризму та християнського монотеїзму, який підтримував єдину істину, час і версію реальності».

### Рабство
Раннє християнство по-різному ставиться до рабства, приймаючи його або ігноруючи. Ранньохристиянські перспективи рабства були сформовані в контексті «християнства, з юдейським корінням і як частина більш широкої культури Римської імперії». Старий і Новий Заповіт признають існування інституту рабства.
Ранні зі збережених християнських вчень про рабство передаються від апостола Павла, який називав себе «рабом Христа». Павло не відмовлявся від інституту рабства. Навпаки, він вчив, що християнські раби повинні служити своїм господарям щиро. У той же час, він вчив рабовласників ставитися до своїх рабів справедливо.

### Жінка в християнстві
Багато феміністок критикують такі поняття, як Бог-чоловік і чоловіки-пророки в центрі біблійних історій, як сприяння патріархату. Хоча багато жінок учнів та службовців згадуються в посланнях Павла, в Старому Заповіті мали місце випадки, в яких жінки принижувались і вважалися людьми другого сорту. Елізабет Кеді Стентон, яка виступала за рівноправ'я жінок, говорить в «Біблії жінок», що «Біблія та її вчення принужує жінок віт Буття до Откровення».
Елізабет Кларк оцінює таких ранньохристиянських богословів таких, як Августин Аврелій, Тертуліан і Іван Золотоустий, як приклади зразково негативного сприйняття жінки, яке, на її думку, було увічнено в церковній традиції. До другої половини XX століття імена лише кількох жінок, які внесли внесок в формування християнства в його ранні роки які були широко відомі: Марія (Мати Ісуса Христа), Марія Магдалина та сестри Лазаря: Марія і Марфа з Віфанії.

### Християнство і насильство

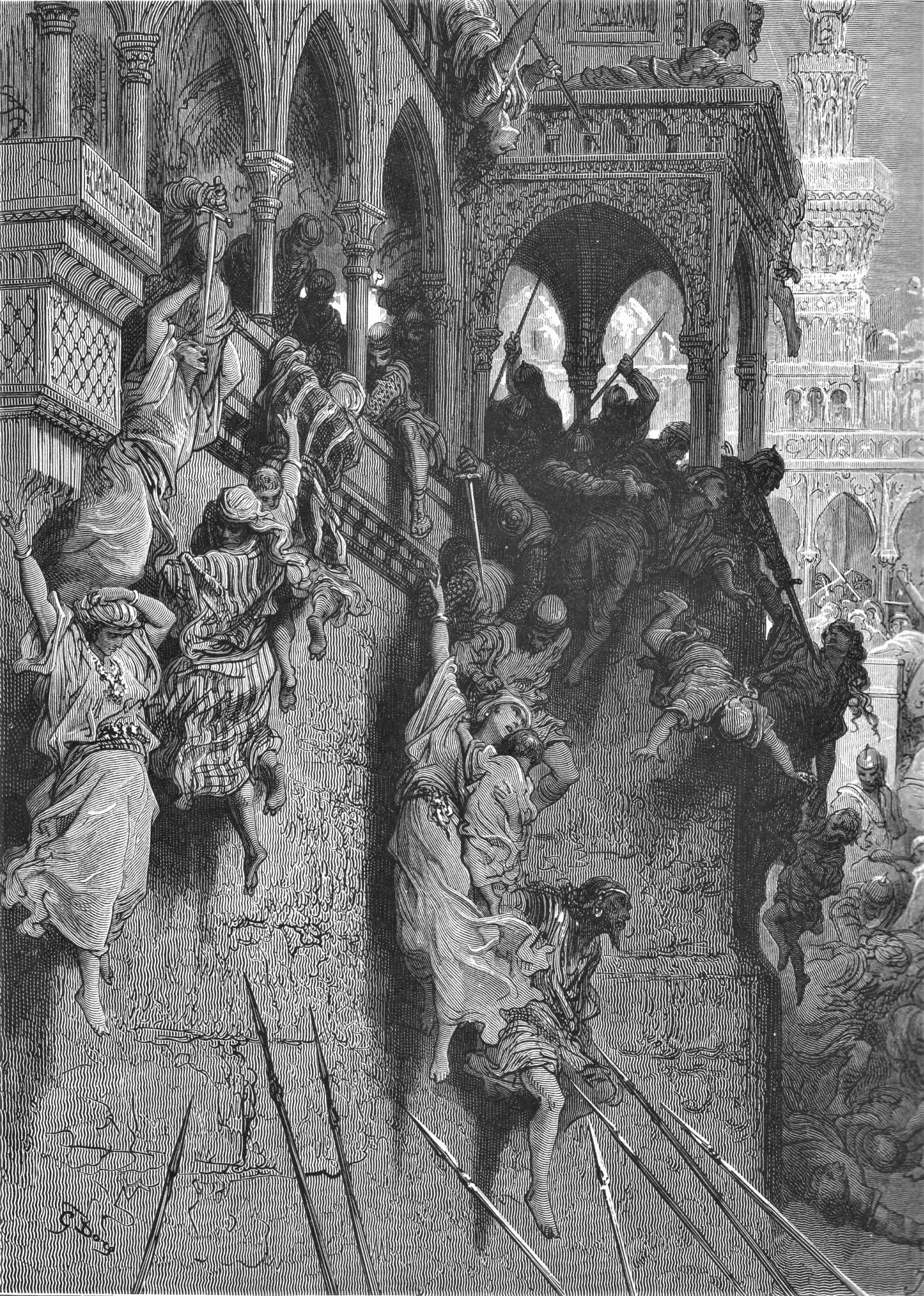
Різня в Антиохії (малюнок Доре)

Протягом всієї історії деякі вчення зі Старого Заповіту, Нового Завіту та християнської теології були використані для виправдання застосування сили проти єретиків, грішників та зовнішніх ворогів. Вільгельм Хайтмеєр (Wilhelm Heitmeyer) і Джон Хейган (John Hagan) вважали інквізицію, хрестові походи, релігійні війни і антисемітизм як «одні з найбільш сумно відомих прикладів християнського насильства». До цього списку J. Denny Weaver додає: «Войовничі Папи, підтримка смертної кари, тілесних покарань під виглядом „пошкодуєш різку, зіпсуєш дитину“, виправдання рабства, колоніалізму в усьому світі в ім'я навернення до християнства, систематичного насильства жінок, яких вони зазнавали з боку чоловіків». Вівер використовує більш широке визначення насильства, яке розширює сенс слова для покриття поняття «шкода або збиток», а не тільки фізичного насильства як такого. Таким чином, за його визначенням, християнське насильство включає «форми системного насильства, такі, як бідність і сексизм».

### Християнство і гомосексуальність
Іван Золотоустий в тлумаченнях Послання апостола Павла до римлян стверджував, що «мужоложники гірші за вбивць».Також засуджували гомосексуальні відносини Василій Великий, Григорій Ніський, блаженний Августин, Іоанн IV Постник та багато інших.
Учитель Католицької Церкви святий Фома Аквінський стверджував, що гомосексуальні акти суперечать природному праву (тому моральному закону, який, згідно Хомі, даний Богом усім людям незалежно від їхньої віри і релігії). Уявлення Фоми Аквінського міцно увійшли в офіційне вчення Католицької Церкви. Протягом століть традиційне моральне богослов'я описує особливу порочність одностатевих сексуальних відносин, нерідко згадуючи гомосексуальні акти в одному ряду з кровозмішенням.